# DDR-Rundfahrt 1980
Die 28. DDR-Rundfahrt fand vom 16. Juni bis zum 22. Juni 1980 statt. Sie führte mit einem Prolog und sieben Etappen über 988 km. Gesamtsieger wurde Falk Boden.

## Teilnehmer
Es nahmen 90 Fahrer aus fünf Ländern in insgesamt 15 Mannschaften an der Rundfahrt teil. Mit DDR I, DDR II, DDR III, ASK Vorwärts Frankfurt, SC DHfK Leipzig I, SC DHfK Leipzig II, SC Turbine Erfurt, SC Cottbus I, SC Cottbus II, SC Karl-Marx-Stadt sowie einer gemischten Mannschaft starteten elf Mannschaften aus dem Gastgeberland DDR. Aus der ČSSR, Polen, Ungarn und Bulgarien war je eine Mannschaft dabei. Pro Team starteten sechs Fahrer. Die ČSSR reiste mit ihren für das olympische 100-km-Rennen vorgesehenen Akteuren an.
- DDR I: Andreas Petermann, Falk Boden, Bernd Drogan, Olaf Ludwig, Thomas Barth, Hans-Joachim Hartnick
- DDR II: Hardy Gröger, Frank Herzog, Jörg Köhler, Lutz Lötzsch, Joachim Vogel, Udo Smektalla; wobei letzterer den erkrankten Hubert Denstedt ersetzte
- DDR III: Lutz Haueisen, Bernd Herder, Detlef Hirsch, Hans-Joachim Pohl, Dieter Stein, Harald Wolf
- ČSSR: Dolek, Milan Jurčo, Michal Klasa, Vlastibor Konečný, Alipi Kostadinov, Jiří Škoda

## Trikots
Bei dieser Rundfahrt wurden fünf Trikots vergeben: das Gelbe Trikot des Gesamtbesten, das Blaue der besten Mannschaft, das Violette des aktivsten Fahrers, das Grüne des besten Bergfahrers und das Weiße des besten DDR-Nachwuchsfahrers.
Gelbes Trikot
Am Ende jeder Etappe (außer Prolog) erhielt der Sieger 15 Sekunden, der Zweite 10 Sekunden und der Dritte 5 Sekunden Zeitgutschrift für die  Gesamtwertung. Am Ende der Rundfahrt erhielten die drei bestplatzierten Fahrer des Violetten und des Grünen Trikot ebenfalls jeweils 15, 10 und 5 Sekunden gutgeschrieben.
Violettes Trikot
Bei jedem Prämiensprint erhielten die ersten drei Fahrer 3, 2 und 1 Punkte. Bei Vorstöße von einzelnen oder einer Gruppe von bis zu 12 Fahrern, die am Ziel gegenüber der nächstfolgenden, mindestens drei Fahrer starken Gruppe einen Vorsprung von 1:30 min herausgefahren hatten, erhielt jeder beteiligte Fahrer fünf Punkte (ein einzelner Fahrer zehn Punkte).
Grünes Trikot
Bei Bergwertungen der Kategorie I erhielten die ersten fünf Fahrer 10, 7, 5, 3 und 1 Punkte. Bei Bergwertungen der Kategorie II erhielten die ersten drei Fahrer 5, 3 und 1 Punkte.
Weißes Trikot
Sieger dieser Wertung wurde der bestplatzierte DDR-Fahrer des Einzelklassements, der nach dem 1. Januar 1959 geboren war.
Blaues Trikot
Die Etappen-Mannschaftswertung ergab sich aus der Zeitaddition der in der Etappenwertung drei bestplatzierten Fahrer einer Mannschaft.

## Etappen
Die Rundfahrt erstreckte sich mit einem Prolog und sieben Etappen über 988 km. Alle Etappen führten durch die Thüringer Berge. Wie im Vorjahr war Bad Blankenburg ständiger Quartierort. Insgesamt wurden 26 Bergwertungen gefahren, 19 davon der Kategorie I und sieben der Kategorie II. Auf allen Etappen, mit Ausnahme des Prologes und des Einzelzeitfahrens, gab es drei Prämiensprints.

### Prolog: Schwarzburg – Bad Blankenburg, 9 km
Die Rundfahrt startete mit einem Mannschaftszeitfahren über 9 km. Es führte auf einer leicht abschüssigen Strecke von Schwarzburg nach Bad Blankenburg. Der dritte Fahrer jeder Mannschaft zählte für die Zeit im Mannschaftsklassement. DDR I setzte sich knapp vor der ČSSR durch.
|    | Mannschaft             | Zeit      |
| -- | ---------------------- | --------- |
| 1. | DDR I                  | 10:15 min |
| 2. | ČSSR                   | + 11 s    |
| 3. | DDR II                 | + 28 s    |
| 4. | ASK Vorwärts Frankfurt | + 33 s    |
| 5. | DDR III                | + 34 s    |

### 1. Etappe: Rudolstadt – Rudolstadt, 197 km
Die erste Etappe war gleichzeitig die längste der 28. DDR-Rundfahrt. Sie führte von Rudolstadt über 197 km rund um die Drei Gleichen zurück nach Rudolstadt. Zu Beginn des Rennens formierte sich ein Quartett aus Hans-Joachim Hartnick, Udo Smektalla, Steffen Heilmann und Uwe Adler. Sie fuhren einen maximalen Vorsprung von 2:25 min heraus und wurden nach 106 km an der Spitze vom Hauptfeld wieder eingeholt. Olaf Ludwig, der Friedensfahrtdritte desselben Jahres, startete bei Kilometer 136 eine Attacke und fuhr ein 14 km langes Solo. Dann schlossen Bernd Drogan und der Tschechoslowake Milan Jurčo auf, und das Trio fuhr einen Vorsprung von 1:30 min heraus. Bei der ersten Bergwertung der Rundfahrt, dem Anstieg zum Großen Hundskopf attackierten Ludwig und Drogan, und nahmen Jurčo auf den vier Kilometer bis zum Gipfel 1:17 min ab. Im Zielsprint setzte sich Ludwig gegenüber Drogan durch. Damit übernahm Olaf Ludwig das Gelbe Trikot. Bernd Drogan sicherte sich das Grüne Trikot des besten Bergfahrers und Udo Smektalla das Violette Trikot des aktivsten Fahrers.
|    | Fahrer            | Zeit       |
| -- | ----------------- | ---------- |
| 1. | Olaf Ludwig       | 3:51:15 h  |
| 2. | Bernd Drogan      | + 0:05 min |
| 3. | Falk Boden        | + 1:10 min |
| 4. | Thomas Barth      | + 1:15 min |
| 5. | Andreas Petermann | + 1:30 min |

### 2. Etappe: Watzdorf – Cursdorf, 178 km
Die zweite Etappe startete in Watzdorf, führte über 178 km rund um den Thüringer Wald und endete in Cursdorf. Auf der mit drei Bergwertungen der I. Kategorie gespickten Etappe setzte sich nach gut 35 km eine 14-köpfige Spitzengruppe ab, die nach 70 km wieder vom Feld geschluckt wurde. Bei Kilometer 117 attackierte Andreas Petermann auf dem Weg zum Oberhofer Grenzadler. Holger Kickeritz konnte folgen. Später schlossen Thomas Barth und Olaf Jentzsch auf. Der Vorsprung des Quartetts betrug nach 162 Kilometern 4:15 min. Beim letzten Prämienspurt trat Petermann erneut an, löste sich aus der Gruppe und gewann die Etappe mit 38 Sekunden vor Barth und über einer Minute vor Jentzsch. Kickeritz fiel wegen eines Hinterradschadens weit zurück. Nach dieser Etappe übernahm Andreas Petermann das Gelbe, Violette und Grüne Trikot.
|    | Fahrer            | Zeit       |
| -- | ----------------- | ---------- |
| 1. | Andreas Petermann | 4:59:18 h  |
| 2. | Thomas Barth      | + 0:43 min |
| 3. | Olaf Jentzsch     | + 1:11 min |
| 4. | Falk Boden        | + 3:11 min |
| 5. | Holger Kickeritz  | + 3:25 min |

### 3. Etappe: Bad Blankenburg – Cursdorf, 174 km
Die dritte Etappe führte von Bad Blankenburg mit acht Bergwertungen über die Wegscheide, den Rennsteig, die Meuselbacher Kuppe sowie die Schmücke und endete auf der Cursdorfer Höhe. In der ersten Hälfte des Rennens setzte sich ein 24-köpfige Spitzengruppe ab. Nach 90 km vereinigten sie sich wieder mit dem Hauptfeld. Im Anschluss startete Andreas Petermann, der Träger des Gelben Trikots, mehrere Ausreißversuchen. Er konnte sich jedoch nicht absetzen. Schließlich gelang Falk Boden der entscheidende Antritt aus einer Viergruppe um Olaf Ludwig, Andras Takacs und Dolek. Nach 20 Kilometern Alleinfahrt sicherte er sich den Etappensieg. Er übernahm zusätzlich die Führung in der Gesamt- und der Bergwertung. Udo Smektalla holte sich das am Vortag verlorene Violette Trikot zurück.
|    | Fahrer        | Zeit       |
| -- | ------------- | ---------- |
| 1. | Falk Boden    | 5:24:48 h  |
| 2. | Olaf Ludwig   | + 0:49 min |
| 3. | Andras Takacs | + 1:37 min |
| 4. | Bernd Drogan  | + 3:18 min |
| 5. | Jiří Škoda    | + 3:37 min |

### 4. Etappe: Rudolstadt – Bad Blankenburg, 105 km
Noch 77 Fahrer starteten zur kürzesten Etappe dieser Tour. Es gab keine Bergwertung. Olaf Jentzsch, der auf Platz vier der Gesamtwertung lag, musste wegen einer Verletzung aufgeben. Nach 20 km bildete sich eine 14-köpfige Spitzengruppe mit Olaf Ludwig, Falk Boden und Andreas Petermann. Die sechsten, siebenten und achten der Gesamtwertung, Andras Takacs, Bernd Drogan und Frank Herzog waren nicht dabei. Bei starkem Kantenwind wuchs der Vorsprung der Gruppe auf knapp sieben Minuten an. Aus dieser Gruppe heraus setzte sich Olaf Ludwig im Zielsprint gegen Michal Klasa und Hans-Joachim Meisch durch. Das Hauptfeld war zersplittert, die ersten Verfolger kamen mit 4:24 min Rückstand ins Ziel. Da Falk Boden in der Spitzengruppe ins Ziel kam, verteidigte er sein Gelbes Trikot. Olaf Ludwig übernahm das Violette Trikot.
|    | Fahrer              | Zeit       |
| -- | ------------------- | ---------- |
| 1. | Olaf Ludwig         | 2:40:23 h  |
| 2. | Michal Klasa        | + 0:05 min |
| 3. | Hans-Joachim Meisch | + 0:10 min |
| 4. | Hans-Peter Wehe     | + 0:15 min |
| 5. | Martin Goetze       | + 0:15 min |

### 5. Etappe: Schwarzburg – Neuhaus am Rennsteig, 32 km
Die 5. Etappe war ein Einzelzeitfahren über 32 km von Schwarzburg nach Neuhaus am Rennsteig. Die Strecke wies eine ständige Steigung auf und die Fahrer mussten 500 Höhenmeter überwinden. Olaf Ludwig gewann seine dritte Etappe vor Falk Boden und Bernd Drogan. Thomas Barth, der Sechste der Gesamtwertung, trat auf Grund einer Augenverletzung nicht zum Zeitfahren an.
|    | Fahrer              | Zeit       |
| -- | ------------------- | ---------- |
| 1. | Olaf Ludwig         | 0:49:55 h  |
| 2. | Falk Boden          | + 0:56 min |
| 3. | Bernd Drogan        | + 1:02 min |
| 4. | Hans-Joachim Meisch | + 1:41 min |
| 5. | Andreas Petermann   | + 1:55 min |

### 6. Etappe: Neuhaus am Rennsteig – Bad Blankenburg, 102 km
Drei Stunden nach der 5. Etappe starteten die 74 verbliebenen Fahrer zum zweiten Tagesabschnitt von Neuhaus am Rennsteig nach Bad Blankenburg. Die Strecke führte über 102 km und beinhaltete fünf Bergwertungen. Es gab mehrere Ausreißversuche, die alle erfolglos blieben. So gab es in Bad Blankenburg die erste Massenankunft dieser Rundfahrt. Der Tschechoslowake Michal Klasa siegte vor Hans-Peter Wehe und Andreas Neuer. Jiří Škoda übernahm die Führung in der Bergwertung.
|    | Fahrer            | Zeit       |
| -- | ----------------- | ---------- |
| 1. | Michal Klasa      | 2:45:43 h  |
| 2. | Hans-Peter Wehe   | + 0:05 min |
| 3. | Andreas Neuer     | + 0:10 min |
| 4. | Vlastibor Konečný | + 0:15 min |
| 5. | Bodo Straubel     | + 0:15 min |

### 7. Etappe: Bad Blankenburg – Rudolstadt, 189 km
64 Fahrer starten zur schweren Abschlussetappen der 28. DDR-Rundfahrt. Sie führte über 189 km und es mussten neun Bergwertungen (Arnsgereuth, Neuhaus, Hinterrod, Masserberg, Kahlert, Oberhof, Gehlberg, Auerhahn und Großer Hund) absolviert werden. Die Etappe wurde von Regen und heftigem Wind begleitet. Jiří Škoda, der Gesamtvierte und Träger des grünen Trikots, stieg ebenso wie seine Landsleute Alipi Kostadinov und Michal Klasa während der Etappe aus.
Gleich nach dem Start bildete sich ein 20-köpfige Gruppe. Dabei waren die fünf verbliebenen Fahrer des Teams DDR I (Olaf Ludwig, Falk Boden, Hans-Joachim Hartnick, Andreas Petermann und Bernd Drogan), Lutz Lötzsch, Frank Herzog und Udo Smektalla vom Team DDR II, Martin Goetze, Bodo Straubel, Hans-Peter Wehe vom SC Cottbus I, die ČSSR-Fahrer Dolek, Milan Jurčo und Vlastibor Konečný, Joachim Meisch und Detlef Stoltze vom SC Turbine Erfurt, Peter Scheibner vom SC Karl-Marx-Stadt, der Ungar Zoltan Halasz sowie Holger Kickeritz aus der Gemischten Mannschaft. Bei Kilometer 100 betrug der Vorsprung vor dem restlichen Feld bereits 15 Minuten. Nach 128 km löste sich Udo Smektalla aus der Spitzengruppe und fuhr über zwei Minuten Vorsprung heraus. Bernd Drogan setzte nach, konnte Smektalla bei der letzten Bergwertung am Großen Hund einfangen und zog an ihm vorbei. Drogan gewann die Etappe mit über einer Minute Vorsprung vor der Verfolgergruppe. Olaf Ludwig setzte sich aus dieser Gruppe im Sprint durch. Das Feld kam mit über 28 Minuten Rückstand ins Ziel.
|    | Fahrer              | Zeit       |
| -- | ------------------- | ---------- |
| 1. | Bernd Drogan        | 5:41:20 h  |
| 2. | Olaf Ludwig         | + 1:21 min |
| 3. | Hans-Joachim Meisch | + 1:26 min |
| 4. | Martin Goetze       | + 1:31 min |
| 5. | Bodo Straubel       | + 1:31 min |

## Trikots im Rundfahrtverlauf
Die Tabelle zeigt den Führenden einer Wertung nach der jeweiligen Etappe.
| Etappe     | Gelbes Trikot     | Violettes Trikot  | Grünes Trikot     | Weißes Trikot  | Teamwertung |
| ---------- | ----------------- | ----------------- | ----------------- | -------------- | ----------- |
| 0Prolog    | nicht vergeben    | nicht vergeben    | nicht vergeben    | nicht vergeben | DDR I       |
| 01. Etappe | Olaf Ludwig       | Udo Smektalla     | Bernd Drogan      | Olaf Ludwig    | DDR I       |
| 02. Etappe | Andreas Petermann | Andreas Petermann | Andreas Petermann | Thomas Barth   | DDR I       |
| 03. Etappe | Falk Boden        | Udo Smektalla     | Falk Boden        | Falk Boden     | DDR I       |
| 04. Etappe | Falk Boden        | Olaf Ludwig       | Falk Boden        | Falk Boden     | DDR I       |
| 05. Etappe | Falk Boden        | Olaf Ludwig       | Falk Boden        | Falk Boden     | DDR I       |
| 06. Etappe | Falk Boden        | Olaf Ludwig       | Jiří Škoda        | Falk Boden     | DDR I       |
| 07. Etappe | Falk Boden        | Olaf Ludwig       | Bernd Drogan      | Falk Boden     | DDR I       |

## Gesamtwertungen

### Gelbes Trikot (Einzelwertung)
Von den 90 zur Rundfahrt gestarteten Fahrern erreichten 60 das Ziel der letzten Etappe. Mit Olaf Ludwig (eine Etappe), Andreas Petermann (eine Etappe) und Falk Boden (vier Etappen) gab es insgesamt drei Träger des Gelben Trikots. Falk Boden übernahm es nach der 3. Etappe und verteidigte es bis zum Schluss. Boden gewann seine erste DDR-Rundfahrt. Die Zweite folgte 1984.
| Platz | Name                  | Mannschaft             | Zeit        |
| ----- | --------------------- | ---------------------- | ----------- |
| 1.    | Falk Boden            | DDR I                  | 27:27:23 h  |
| 2.    | Olaf Ludwig           | DDR I                  | + 0:41 min  |
| 3.    | Andreas Petermann     | DDR I                  | + 2:06 min  |
| 4.    | Hans-Joachim Meisch   | SC Turbine Erfurt      | + 7:17 min  |
| 5.    | Bernd Drogan          | DDR I                  | + 7:20 min  |
| 6.    | Lutz Lötzsch          | DDR II                 | + 9:58 min  |
| 7.    | Frank Herzog          | DDR II                 | + 11:36 min |
| 8.    | Martin Goetze         | SC DHfK Leipzig I      | + 12:48 min |
| 9.    | Hans-Peter Wehe       | SC Cottbus I           | + 13:16 min |
| 10.   | Bodo Straubel         | SC DHfK Leipzig I      | + 13:35 min |
| 11.   | Vladimír Dolek        | ČSSR                   | + 15:54 min |
| 12.   | Hans-Joachim Hartnick | DDR I                  | + 18:30 min |
| 13.   | Holger Kickeritz      | Gemischte Mannschaft   | + 19:52 min |
| 14.   | Peter Scheibner       | SC Karl-Marx-Stadt     | + 21:45 min |
| 15.   | Udo Smektalla         | DDR II                 | + 25:41 min |
| 16.   | Vlastibor Konečný     | ČSSR                   | + 26:03 min |
| 17.   | Detlef Stoltze        | SC Turbine Erfurt      | + 36:06 min |
| 18.   | Milan Jurčo           | ČSSR                   | + 37:13 min |
| 19.   | András Takács         | Ungarn                 | + 41:53 min |
| 20.   | Andreas Neuer         | SC Karl-Marx-Stadt     | + 42:27 min |
| 21.   | Jörg Köhler           | DDR II                 | + 43:21 min |
| 22.   | Hardy Gröger          | DDR II                 | + 44:54 min |
| 23.   | Joachim Vogel         | DDR II                 | + 48:20 min |
| 24.   | Hans-Joachim Pohl     | DDR III                | + 48:58 min |
| 25.   | Holger Amberg         | SC DHfK Leipzig I      | + 50:42 min |
| 26.   | Juhasz                | Ungarn                 | + 51:38 min |
| 27.   | Muzyka                | Polen                  | + 51:40 min |
| 28.   | Thomas Heilmann       | SC DHfK Leipzig I      | + 51:43 min |
| 29.   | Jonny Böhme           | SC Karl-Marx-Stadt     | + 52:09 min |
| 30.   | Holger Müller         | SC Karl-Marx-Stadt     | + 53:07 min |
| 31.   | Mario Kaps            | SC DHfK Leipzig I      | + 54:49 min |
| 32.   | Zoltán Halász         | Ungarn                 | + 55:43 min |
| 33.   | Hans-Joachim Schippel | ASK Vorwärts Frankfurt | + 58:13 min |
| 34.   | André Kluge           | ASK Vorwärts Frankfurt | + 58:39 min |
| 35.   | László Halász         | Ungarn                 | + 59:14 min |
| 36.   | Gyorgy Szuromi        | Ungarn                 | + 1:02:02 h |
| 37.   | Tamas Czatho          | Ungarn                 | + 1:03:36 h |
| 38.   | Bernd Keiser          | ASK Vorwärts Frankfurt | + 1:05:56 h |
| 39.   | Hannes Kollaschek     | ASK Vorwärts Frankfurt | + 1:10:46 h |
| 40.   | Mathias Vierke        | ASK Vorwärts Frankfurt | + 1:15:11 h |
| 41.   | Frank Stolper         | SC Karl-Marx-Stadt     | + 1:17:20 h |
| 42.   | Ronald Kaulfuß        | SC Karl-Marx-Stadt     | + 1:18:01 h |
| 43.   | Mario Lenz            | SC Turbine Erfurt      | + 1:19:19 h |
| 44.   | Walentinow            | Bulgarien              | + 1:22:12 h |
| 45.   | Bernd Herder          | DDR III                | + 1:26:22 h |
| 46.   | Ulf Gebeler           | SC Cottbus I           | + 1:27:39 h |
| 47.   | Bernd Hoffmeister     | SC DHfK Leipzig II     | + 1:29:42 h |
| 48.   | Kamysaruk             | Polen                  | + 1:34:12 h |
| 49.   | Gericke               | Gemischte Mannschaft   | + 1:36:47 h |
| 50.   | Grochowski            | Polen                  | + 1:42:34 h |
| 51.   | Kummer                | SC Cottbus II          | + 1:43:04 h |
| 52.   | Andreas Zimmermann    | SC Cottbus I           | + 1:48:35 h |
| 53.   | Andreas Reimann       | SC Cottbus I           | + 1:55:29 h |
| 54.   | Udo Knepper           | SC Cottbus II          | + 1:56:46 h |
| 55.   | Claus                 | Gemischte Mannschaft   | + 1:58:28 h |
| 56.   | Lutz Liebscher        | SC DHfK Leipzig II     | + 2:04:44 h |
| 57.   | Ingolf Recknagel      | SC Turbine Erfurt      | + 2:07:27 h |
| 58.   | Detlef Hirsch         | DDR III                | + 2:09:23 h |
| 59.   | Schlösser             | Gemischte Mannschaft   | + 2:37:27 h |
| 60.   | Udo Schliebe          | SC Cottbus II          | + 2:46:50 h |

### Violettes Trikot (Aktivster Fahrer)
| Platz | Name                | Mannschaft             | Punkte |
| ----- | ------------------- | ---------------------- | ------ |
| 1.    | Olaf Ludwig         | DDR I                  | 15     |
| 2.    | Udo Smektalla       | DDR II                 | 14     |
| 3.    | Milan Jurčo         | ČSSR                   | 11     |
| 4.    | Andreas Petermann   | DDR I                  | 10     |
| 5.    | Bernd Drogan        | DDR I                  | 9      |
| 6.    | Thomas Heilmann     | SC DHfK Leipzig I      | 7      |
| 7.    | Hans-Joachim Meisch | SC Turbine Erfurt      | 5      |
| 8.    | Falk Boden          | DDR I                  | 4      |
| 9.    | Lutz Lötzsch        | DDR II                 | 4      |
| 10.   | André Kluge         | ASK Vorwärts Frankfurt | 3      |

### Grünes Trikot (Bester Bergfahrer)
| Platz | Name                  | Mannschaft        | Punkte |
| ----- | --------------------- | ----------------- | ------ |
| 1.    | Bernd Drogan          | DDR I             | 84     |
| 2.    | Lutz Lötzsch          | DDR II            | 83     |
| 3.    | Falk Boden            | DDR I             | 63     |
| 4.    | Andreas Petermann     | DDR I             | 43     |
| 5.    | Udo Smektalla         | DDR II            | 34     |
| 6.    | Milan Jurčo           | ČSSR              | 30     |
| 7.    | Hans-Joachim Meisch   | SC Turbine Erfurt | 26     |
| 8.    | Olaf Ludwig           | DDR I             | 17     |
| 9.    | Detlef Stoltze        | SC Turbine Erfurt | 13     |
| 10.   | Hans-Joachim Hartnick | DDR I             | 12     |

### Weißes Trikot (DDR-Nachwuchsfahrer)
| Platz | Name         | Mannschaft | Zeit       |
| ----- | ------------ | ---------- | ---------- |
| 1.    | Falk Boden   | DDR I      | 27:27:23 h |
| 2.    | Olaf Ludwig  | DDR I      | + 0:41 min |
| 3.    | Lutz Lötzsch | DDR II     | + 9:58 min |

### Blaues Trikot (Mannschaft)
Von den 15 gestarteten Mannschaften erreichten 13 mit mindestens drei Fahrern das Ziel der letzten Etappe und kamen somit in die Schlusswertung. Der SC DHfK Leipzig II erreichte nur mit zwei, Bulgarien nur mit einem Fahrer das Ziel. DDR I eroberte gleich im Prolog die Führung in der Mannschaftswertung und baute sie Schritt für Schritt aus. Am Ende hatte sie über 40 Minuten Vorsprung vor dem Zweitplatzierten DDR II.
| Platz | Mannschaft             | Punkte      |
| ----- | ---------------------- | ----------- |
| 1.    | DDR I                  | 82:14:07 h  |
| 2.    | DDR II                 | + 42:55 min |
| 3.    | ČSSR                   | + 43:54 min |
| 4.    | SC DHfK Leipzig I      | + 53:27 min |
| 5.    | SC Turbine Erfurt      | + 1:46:56 h |
| 6.    | SC Karl-Marx-Stadt     | + 1:52:48 h |
| 7.    | Ungarn                 | + 1:55:50 h |
| 8.    | SC Cottbus I           | + 2:17:13 h |
| 9.    | ASK Vorwärts Frankfurt | + 2:47:23 h |
| 10.   | DDR III                | + 3:09:08 h |
| 11.   | Polen                  | + 3:59:54 h |
| 12.   | Gemischte Mannschaft   | + 4:04:04 h |
| 13.   | SC Cottbus II          | + 4:52:17 h |

## Anmerkung
1. ↑  Bei allen Zeitangaben sind die Etappenzeitgutschriften bereits mit eingerechnet.